# وینترسهایم
وینترسهایم (به آلمانی: Wintersheim) یک شهر در آلمان است که در ماینتس-بینگن واقع شده‌است. وینترسهایم ۳۱۶ نفر جمعیت دارد.